# Doosvrucht

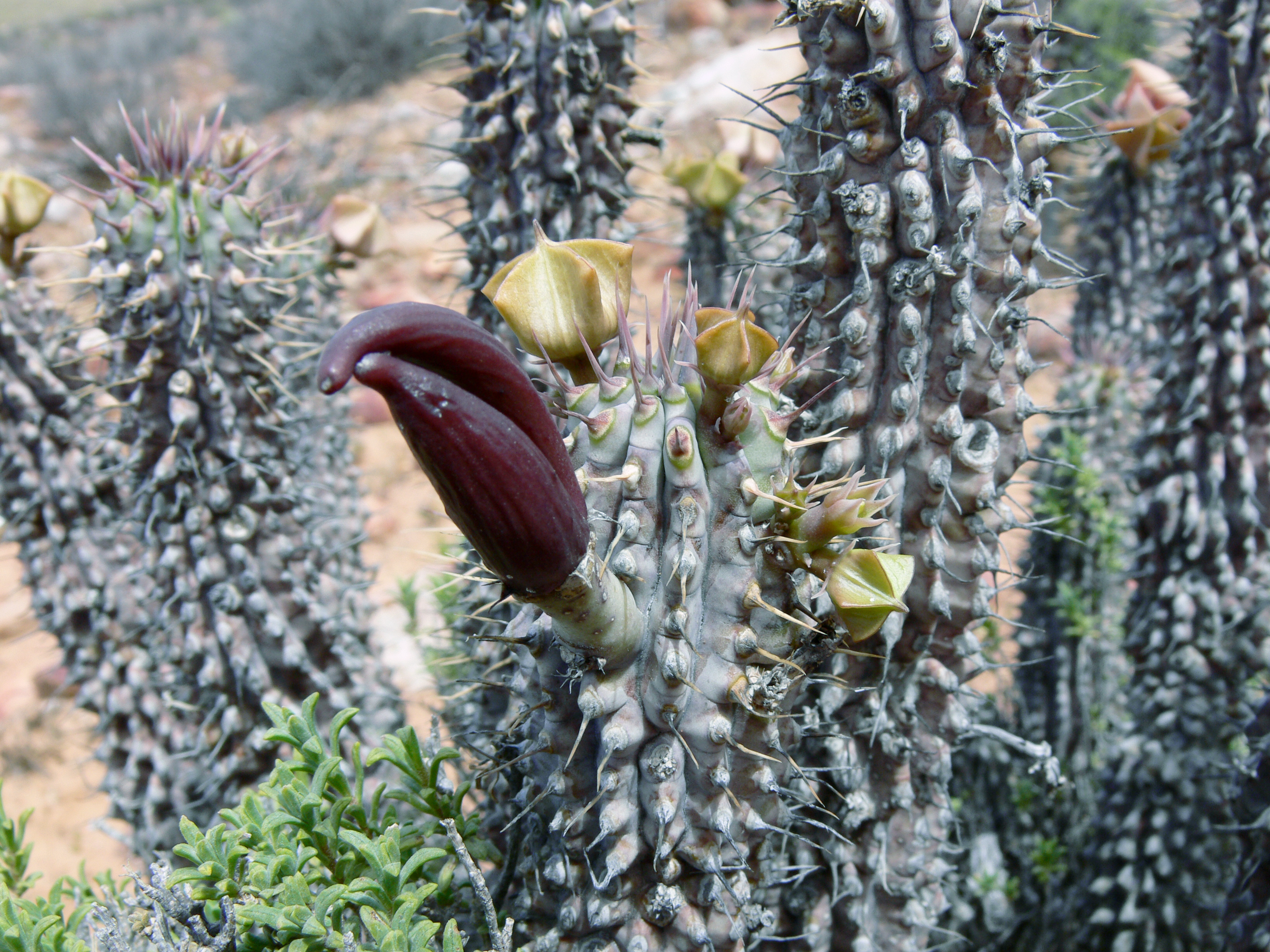
Doosvrucht van Hoodia gordonii.

Een doosvrucht (ook: kapsel) is een droge openspringende (dehiscente) vrucht met meer dan één zaad per vrucht. Indien er slechts één zaad per hokje aanwezig is, spreekt men van een kluisvrucht.
Er zijn verschillende vormen van een doosvrucht:
- peul (vlinderbloemigen): één vruchtblad langs 2 naden (rug- én buiknaad) openspringend zoals boon, erwt);
- kokervrucht: één vruchtblad langs één naad (buiknaad) openspringend zoals dotterbloem, witte engbloem;
- hauw: twee vruchtbladen met een vals tussenschot. Een hauw is minstens driemaal zo lang als breed zoals bij koolzaad en pinksterbloem. Is de hauw korter dan driemaal zijn breedte dan spreekt men van een hauwtje zoals bij judaspenning en herderstasje;
- echte doosvruchten: alle andere met meer dan één vruchtblad en een typische manier van openspringen:
  - met kleppen (akkerviooltje, doornappel, klaverzuring, paardenkastanje)
  - met tanden (dagkoekoeksbloem)
  - met spleten (orchidee)
  - met poriën (papaver)
  - met deksel (guichelheil)